# Kate Slatter
Kate Elizabeth Slatter, da sposata Allen (10 novembre 1971), è un'ex canottiera australiana.

## Palmarès

### Olimpiadi
- 2 medaglie:
  - 1 oro (Atlanta 1996 nel due senza)
  - 1 argento (Sydney 2000 nel due senza)

### Mondiali
- 3 medaglie:
  - 1 oro (Tampere 1995 nel due senza)
  - 2 bronzi (Indianapolis 1994 nel quattro senza; St. Catharines 1999 nel due senza)